# Hedwigia attenuata
Hedwigia attenuata là một loài Rêu trong họ Hedwigiaceae. Loài này được Mitt. mô tả khoa học đầu tiên năm 1859.